# WTA Monastir
Das WTA Monastir (offiziell: Jasmin Open Tunisia, bis 2023 Jasmin Open Monastir) ist ein Tennisturnier der Kategorie WTA 250 der WTA Tour, das in Monastir, Tunesien stattfindet.

## Geschichte
Im Dezember 2021 gab die WTA bekannt, dass wegen der Missbrauchsvorwürfe und das Verschwinden der chinesischen Spielerin Peng Shuai 2022 keine Turniere in China stattfinden werden. Als Folge der Absagen wurde dieses Turnier im Mai 2022 in den Turnierkalender aufgenommen und erstmals im Oktober 2022 ausgetragen.
Ein weiterer Grund war der Aufstieg der tunesischen Spielerin Ons Jabeur in die Weltspitze.

## Siegerliste

### Einzel
| Jahr               | Siegerin      | Finalgegnerin    | Ergebnis |
| ------------------ | ------------- | ---------------- | -------- |
| ↓ Kategorie: 250 ↓ |               |                  |          |
| 2022               | Elise Mertens | Alizé Cornet     | 6:2, 6:0 |
| 2023               | Elise Mertens | Jasmine Paolini  | 6:3, 6:0 |
| 2024               | Sonay Kartal  | Rebecca Šramková | 6:3, 7:5 |

### Doppel
| Jahr               | Siegerinnen                            | Finalgegnerinnen                      | Ergebnis          |
| ------------------ | -------------------------------------- | ------------------------------------- | ----------------- |
| ↓ Kategorie: 250 ↓ |                                        |                                       |                   |
| 2022               | Kristina Mladenovic Kateřina Siniaková | Miyu Katō Angela Kulikov              | 6:2, 6:0          |
| 2023               | Sara Errani Jasmine Paolini            | Mai Hontama Natalija Stevanović       | 2:6, 7:64, [10:6] |
| 2024               | Anna Blinkowa Mayar Sherif             | Alina Kornejewa Anastassija Sacharowa | 2:6, 6:1, [10:8]  |